# El Nacimiento (Guanajuato)
El Nacimiento es una localidad del estado mexicano de Guanajuato. Es parte del municipio de Apaseo el Grande.

## Demografía
| Gráfica de evolución demográfica |
|                                  |

| Censo | Población |
| ----- | --------- |
| 1940  | 223       |
| 1950  | 257       |
| 1960  | 311       |
| 1970  | 569       |
| 1980  | 868       |
| 1990  | 1 133     |
| 2000  | 1 384     |
| 2010  | 1 608     |
| 2020  | 1 612     |